# Алдора (Джорджія)
Алдора (англ. Aldora) — місто (англ. town) в США, в окрузі Ламар штату Джорджія. Населення — 0 осіб (2020).

## Географія
Алдора розташована за координатами 33°2′57″ пн. ш. 84°10′32″ зх. д. / 33.04917° пн. ш. 84.17556° зх. д. (33.049199, -84.175448).  За даними Бюро перепису населення США в 2010 році місто мало площу 0,67 км², з яких 0,63 км² — суходіл та 0,04 км² — водойми.

## Демографія
Згідно з переписом 2010 року, у місті мешкали 103 особи в 42 домогосподарствах у складі 29 родин. Густота населення становила 153 особи/км².  Було 44 помешкання (66/км²).
Расовий склад населення:
| - 82,5 % — білих - 9,7 % — чорних або афроамериканців - 1,9 % — корінних американців - 5,8 % — осіб інших рас |

До двох чи більше рас належало 0,0 %. Частка іспаномовних становила 6,8 % від усіх жителів.
За віковим діапазоном населення розподілялося таким чином: 31,1 % — особи молодші 18 років, 59,2 % — особи у віці 18—64 років, 9,7 % — особи у віці 65 років та старші. Медіана віку мешканця становила 27,6 року. На 100 осіб жіночої статі у місті припадало 90,7 чоловіків;  на 100 жінок у віці від 18 років та старших — 91,9 чоловіків також старших 18 років.
Середній дохід на одне домашнє господарство  становив 30 130 доларів США (медіана — 25 809), а середній дохід на одну сім'ю — 35 604 долари (медіана — 25 417). За межею бідності перебувало 16,9 % осіб, у тому числі 30,0 % дітей у віці до 18 років та 0,0 % осіб у віці 65 років та старших.
Цивільне працевлаштоване населення становило 45 осіб. Основні галузі зайнятості: виробництво — 42,2 %, публічна адміністрація — 24,4 %, роздрібна торгівля — 11,1 %, освіта, охорона здоров'я та соціальна допомога — 11,1 %.